# Data Cut
Data Cut is een bestuurslaag in het regentschap Aceh Besar van de provincie Atjeh, Indonesië. Data Cut telt 85 inwoners (volkstelling 2010).